# Pittosporum intermedium
Pittosporum intermedium är en tvåhjärtbladig växtart som beskrevs av Thomas Kirk.
Pittosporum intermedium ingår i släktet Pittosporum och familjen Pittosporaceae. Inga underarter finns listade i Catalogue of Life.